# تيتا سوجيموتو
تيتا سوجيموتو (بالكانا:すぎもと てった) هو ممثل ياباني، ولد في 21 يوليو 1965 في اليابان.

## أعمال

### أفلام
- (2008) أوكوريبيتو[6][7]
- (2009) جون رابي[8]
- (2010) الغضب

## وصلات خارجية
- تيتا سوجيموتو على موقع IMDb (الإنجليزية)
- تيتا سوجيموتو على موقع ألو سيني (الفرنسية)
- تيتا سوجيموتو على موقع ميوزك برينز (الإنجليزية)
- تيتا سوجيموتو على موقع أول موفي (الإنجليزية)
- تيتا سوجيموتو على موقع قاعدة بيانات الأفلام السويدية (السويدية)
- تيتا سوجيموتو على موقع قاعدة بيانات الفيلم (الإنجليزية)
- تيتا سوجيموتو على موقع كينوبويسك (الروسية)